# Museo Arqueológico Bávaro
El Museo Arqueológico Bávaro, oficialmente Colección Arqueológica Estatal de Baviera (en alemán: Archäologische Staatssammlung), antes llamada Colección Prehistórica de Baviera, es un museo arqueológico de Múnich, al sur de Alemania, enfocado en la historia de la región de Baviera. La colección principal del museo (que le da su nombre) es una de las colecciones arqueológicas de historia cultural germánica más importantes del mundo.

## Historia
El museo fue fundado en octubre de 1885 con el nombre Colección Prehistórica por iniciativa del fisiólogo y antropólogo Johannes Ranke, sobrino de Leopold von Ranke, como un departamento independiente del Conservatorio de la Colección Paleontológica (hoy  Museo Estatal Bávaro de Paleontología y Geología) perteneciente a la Universidad de Múnich. Ranke —nombrado director honorario del museo— había reunido una colección de objetos prehistóricos de origen bávaro, tanto originales como réplicas, y la destinó a la enseñanza e investigación dentro del marco académico de la universidad.
El otoño de ese mismo año, Ranke fundó la Asociación de Museos de Antigüedades Prehistóricas de Baviera (Verein für Vorgeschichtliche Alterthümer Baierns), habiendo conseguido los fondos necesarios del Real Museo Etnográfico de Baviera y la Academia de Ciencias de Baviera para la adquisición de una colección de hallazgos en cuevas y túmulos de la Suiza Francona. La exhibición fue muy bien recibida y, una vez concluida, Ranke donó la colección al Reino de Baviera.
En 1902, el museo pasó a llamarse Colección Antropológica-Prehistórica Estatal (Anthropologisch-Prähistorisches Sammlung des Staates), entonces una de tres colecciones bávaras dedicadas a esta temática, aunque en principio la intención de Ranke de unir todas las colecciones arqueológicas bajo el mismo techo. Solo en 1927, con la separación de la división antropológica del museo (dedicándosele un museo propio), que se procedió a la consolidación de las tres colecciones en una grande, llamada Colección Prehistórica Estatal, primero contando con la colección de la Asociación Histórica de la Alta Baviera, y luego, en 1934, con la colección del Museo Nacional de Baviera, que a partir de ese momento ya no contaría con un departamento de prehistoria propio.
La Colección Prehistórica se exhibió originalmente en el Wilhelminum (la Antigua Academia), aunque a partir de 1939 ya no estaba accesible al público general. En 1944, el espacio de exhibición del edificio fue destruido durante los bombardeos de la Segunda Guerra Mundial. Tras la guerra, el museo se convirtió en una organización independiente, perdiendo la condición de museo estatal, aunque la volvería a recuperar en 1954, recibiendo de nuevo el nombre de Colección Prehistórica Estatal.
Hasta 1975, la colección estuvo alojada en el Museo Nacional de Baviera, y en febrero de 1976 se reubicó gran parte de su exhibición al Jardín Inglés, junto al Museo Nacional. El edificio, de 700 metros cuadrados y construido de hormigón armado con paneles de acero corten resistente, fue el resultado de muchos años de esfuerzo por parte del conservador y célebre director de la Colección Prehistórica, Hans-Jörg Kellner (al frente del museo entre 1960 y 1984), con la participación de la Asociación de Amigos de la Prehistoria y la Historia Antigua de Baviera, que el mismo fundó en 1973.
Como otros museos de su tipo, en mayo de 2000 pasó a llamarse Colección Arqueológica Estatal para reflejar mejor su alcance, que había llegado a incluir los períodos medieval y moderno temprano, tanto en Baviera como en otras partes de Alemania y Austria. Actualmente se encarga de gestionar cientos de yacimientos arqueológicos, 250 de ellos solo en la Ciudad Vieja de Múnich.

## Exhibición
El museo alberga la Colección Estatal de Bávara de objetos prehistóricos de distintas épocas, incluyendo el Paleolítico, el Neolítico, la Edad del Bronce, la cultura de los campos de urnas, la cultura de Hallstatt, el período cultural celta, el Imperio romano, el período de las grandes migraciones y la Alta Edad Media en Baviera y alrededores. También se ofrecen exposiciones puntuales de objetos de épocas más tardías.
Como ejemplos típicos de la exhibición, se exhiben:
- una exposición permanente de objetos del Mesolítico, hallados en Speckberg, en la cercanía de Eichstätt,
- objetos del yacimiento celta en el oppidum de Manching (cultura laténica),
- partes de un baño romano descubierto en el asentamiento Tegelberg, cerca de Schwangau,
- una momia de los pantanos de una joven de 20 años de edad, datada en el siglo XVI,
- modelos de cayuco de varias épocas,
- armas y ornamentos de períodos precarolingios,[5]
- y mucho más.

La colección Arqueológica Estatal ha sido estructurada en orden cronológico, que tiene una continuación de épocas más tardías en el Museo Nacional Bávaro.
La exhibición permanente está cerrada actualmente por motivos de renovación y modernización. Se espera vuelva a abrir sus puertas al público a mediados de 2023.